# Tyrrell 025
Der Tyrrell 025 war der 29. Formel-1-Rennwagen von Tyrrell. Der 025 wurde in der Saison 1997 eingesetzt und von Harvey Postlethwaite konstruiert. Der Wagen wurde von einem Ford-ED4/5-V8-Motor mit 3 Liter Hubraum angetrieben. Die Bereifung kam vom US-amerikanischen Reifenkonzern Goodyear, der Treibstoff von Elf.

## Technik und Entwicklung
Der Wagen – die Basis der Pläne war das Vorjahresmodell 024 – wurde von Harvey Postlethwaite in der eigenen Fabrik in Ockham, Grafschaft Surrey (England), entwickelt. Postlethwaites Team bestand aus Tim Densham, der das Chassis entwarf, dem Getriebe-Ingenieur Gary Thomas und dem Verbundwerkstoffexperten Nigel Leaper. Kurz wurde das Team auch von McLarens Aufhängungsingenieur Chris Cooney unterstützt. Simon Barker war für die Produktion des Wagens verantwortlich.
Der Wagen wirkte wie ein Neuanfang im Vergleich zum Vorjahresmodell. Anstelle der bisher verwendeten Yamaha-Zehnzylindermotoren war Tyrrell in dieser Saison auf Kundenmotoren von Cosworth angewiesen. Zugriff auf die Zehnzylindermotoren des Herstellers erhielt Tyrrell nicht; sie gingen exklusiv an Stewart Grand Prix. Tyrrell musste deshalb Achtzylindermotoren der Baureihe ED einsetzen, die konzeptionell auf den 1988 konstruierten HB-Motor zurückgingen. Tyrrell pries den Wechsel auf Achtzylindermotoren als Neustart an, aber Cosworths veraltete ED-Reihe war rund 27 Kilogramm schwerer, 20 Millimeter breiter und 220 Millimeter höher als der Vorjahresmotor von Yamaha. Er war insgesamt schlechter als ein V10-Motor. Tatsächlich war der ED4 mit 130 kg das schwerste Triebwerk des Starterfelds 1997 – der bei Ilmor entwickelte Zehnzylinder des McLaren-Teams war 15 kg leichter – und „nicht überaus stark“. Tyrrell eröffnete in seinem Werk in Ockham Fabrik eine eigene Sektion zur Weiterentwicklung des Kundenmotors. Am Ende konnte die Leistung des Motors im Vergleich zu den von Minardi im Vorjahr eingesetzten ED3-Versionen um acht Prozent gesteigert werden. Geplant war, zum Rennen in San Marino den modifizierten ED5 an den Start zu bringen. Dieser enthielt neue Zylinderköpfe, einen überarbeiteten unteren Teil des Motors sowie ein neues Einspritzsystem und sollte bei maximal 15.000 Umdrehungen pro Minute um rund 15 Prozent besser als die ED4-Antriebseinheiten sein. Dennoch blieb der ED einer der schwächsten Motoren des Starterfeldes. Lediglich der bei Minardi eingesetzte Achtzylindermotor von Hart war noch schwächer.
Den markantesten Unterschied gegenüber dem Vorjahr ergaben die Aerodynamikarbeiten am Frontflügel. Die von Gascoyne geleiteten Arbeiten wurden im Windkanal der University of Southampton durchgeführt. Die Nase des Wagens war viel höher als beim Tyrrell 024 platziert. Außerdem wurden in Rennen, in denen sehr viel Anpressdruck benötigt wird, sogenannte X-Wings installiert. Diese X-Wings, benannt nach einem Raumschiff in Star Wars, waren beidseitig seitlich neben dem Fahrer aufragende Flügel. Viele Teams kopierten dieses Konzept, doch während der Saison 1998 wurden diese Extraflügel wegen Sicherheitsbedenken verboten.
Während der Saison 1997 wurde zusammen mit dem niederländischen Technologieunternehmen Koni eine Hydrolink-Aufhängung entwickelt. Zuletzt war ein solches System 1985 eingesetzt worden, allerdings mit geringem Erfolg.
Als Getriebe wurde ein eigenständig entwickeltes sequentielles Halbautomatikgetriebe mit sechs Gängen verwendet.

## Renngeschichte
Der Tyrrell 025 war der letzte Formel-1-Wagen in der Zeit von Gründer Ken Tyrrell als Teamchef. Der Wagen wurde am 20. Januar 1997 im Capital Radio Cafe in London offiziell vorgestellt. Mit dieser Vorstellung waren einige Ironie und Scherze verbunden. So konterte der Chefentwickler Postlethwaite auf eine Äußerung des neuen Stewart-Teams, seinen Wagen als Erster komplett im Computer entwickelt zu haben, dass Tyrrell schon seit 1989 nicht mehr das Reißbrett nutze.
Das Chassis galt zu Saisonanfang als solide und vielversprechend, doch der verhältnismäßig schwache Ford-V8-Motor zwang das Team, mit Minardi um die letzten Plätze zu kämpfen. Über das Jahr verteilt gab es acht Motorendefekte bei insgesamt 18 Ausfällen. Tiefpunkte waren die Rennen in Australien, Kanada, Frankreich, Großbritannien und Italien, wo beide eingesetzten Wagen das Ziel nicht erreichten. Schließlich gelang es, den vorletzten Platz in der Herstellerwertung vor Minardi durch eine geschickte Taktik beim Rennen in Monaco zu sichern, als Salo kein einziges Mal in die Box fuhr und so den fünften Platz nach der Zweistundengrenze behalten konnte.

## Lackierung und Sponsoring
Der Tyrrell wurde wie im Vorjahr komplett in Weiß mit schwarzem Heck- und Frontflügel gehalten. Hauptsponsor war der US-amerikanische Autoteilezulieferer PIAA, der mit seinem Namen auf dem Heckflügel, der Nase, dem Headrest und dem seitlichen Kühler warb. Den Frontflügel teilten sich die britische Charter-Fluggesellschaft European Aviation, der Reifenlieferant Goodyear und das japanische Elektronikunternehmen Epson. European Aviation hatte des Weiteren einen Platz seitlich auf dem Heckflügel; auf der Airbox und der Nase warb der Motorenlieferant Ford.
Ein großes Problem war 1997 der Mangel an Sponsoren. So wechselten Fondmetal und Mild Seven mit ihrem Fahrer Ukyō Katayama zu Minardi, Korean Air schloss sich Benetton an und Motorola sowie Hoxsin Futures beendeten ihr Engagement in der Formel 1.

## Fahrer
Die Fahrer 1997 waren Jos Verstappen, der vorher bei Arrows unter Vertrag gestanden hatte, und Mika Salo. Der Vorjahresfahrer Ukyo Katayama wechselte zu Minardi. Als Ersatzfahrer wurde der Formel 3000-Fahrer Toranosuke Takagi als Ersatz für den zu Prost abgewanderten Emmanuel Collard nominiert.

## Ergebnisse
| Fahrer                          | Nr.                             | 1   | 2  | 3   | 4  | 5 | 6   | 7   | 8   | 9   | 10  | 11  | 12  | 13  | 14  | 15  | 16  | 17 | Punkte | Rang |
| ------------------------------- | ------------------------------- | --- | -- | --- | -- | - | --- | --- | --- | --- | --- | --- | --- | --- | --- | --- | --- | -- | ------ | ---- |
| Formel-1-Weltmeisterschaft 1997 | Formel-1-Weltmeisterschaft 1997 |     |    |     |    |   |     |     |     |     |     |     |     |     |     |     |     |    | 2      | 10.  |
| J. Verstappen                   | 18                              | DNF | 15 | DNF | 10 | 8 | 11  | DNF | DNF | DNF | 10  | DNF | DNF | DNF | 12  | DNF | 13  | 16 | 2      | 10.  |
| M. Salo                         | 19                              | DNF | 13 | 8   | 9  | 5 | DNF | DNF | DNF | DNF | DNF | 13  | 11  | DNF | DNF | 10  | DNF | 12 | 2      | 10.  |

| Legende  | Legende            | Legende                                                          |
| Farbe    | Abkürzung          | Bedeutung                                                        |
| -------- | ------------------ | ---------------------------------------------------------------- |
| Gold     | –                  | Sieg                                                             |
| Silber   | –                  | 2. Platz                                                         |
| Bronze   | –                  | 3. Platz                                                         |
| Grün     | –                  | Platzierung in den Punkten                                       |
| Blau     | –                  | Klassifiziert außerhalb der Punkteränge                          |
| Violett  | DNF                | Rennen nicht beendet (did not finish)                            |
| Violett  | NC                 | nicht klassifiziert (not classified)                             |
| Rot      | DNQ                | nicht qualifiziert (did not qualify)                             |
| Rot      | DNPQ               | in Vorqualifikation gescheitert (did not pre-qualify)            |
| Schwarz  | DSQ                | disqualifiziert (disqualified)                                   |
| Weiß     | DNS                | nicht am Start (did not start)                                   |
| Weiß     | WD                 | zurückgezogen (withdrawn)                                        |
| Hellblau | PO                 | nur am Training teilgenommen (practiced only)                    |
| Hellblau | TD                 | Freitags-Testfahrer (test driver)                                |
| ohne     | DNP                | nicht am Training teilgenommen (did not practice)                |
| ohne     | INJ                | verletzt oder krank (injured)                                    |
| ohne     | EX                 | ausgeschlossen (excluded)                                        |
| ohne     | DNA                | nicht erschienen (did not arrive)                                |
| ohne     | C                  | Rennen abgesagt (cancelled)                                      |
| ohne     | keine WM-Teilnahme |                                                                  |
| sonstige | P/fett             | Pole-Position                                                    |
| sonstige | 1/2/3/4/5/6/7/8    | Punktplatzierung im Sprint-/Qualifikationsrennen                 |
| sonstige | SR/kursiv          | Schnellste Rennrunde                                             |
| sonstige | *                  | nicht im Ziel, aufgrund der zurückgelegten Distanz aber gewertet |
| sonstige | ()                 | Streichresultate                                                 |
| sonstige | unterstrichen      | Führender in der Gesamtwertung                                   |